# Joaquín Baleztena
Joaquín Baleztena Ascárate (Pamplona, 1883-1978), foi um advogado e político espanhol de ideologia Carlista.